# Cydia (группа)
Cydia — российская музыкальная группа из Самары, играющая в жанрах ню-метал и грув-метал, созданная в 2007 году Стасом «Nobody» и Олегом «Zoob».

## История
Группа «Cydia» была основана в 2007 году Стасом «Nobody» и Олегом «Zoob». Через некоторое время, к музыкантам присоединились Олег «Bizon» и Эд «Coffey». В данном составе группа продолжает совместную работу и по сей день. Ориентиром в музыкальном направлении стал грув-метал. В конце 2007 года, коллектив выложили в Интернет неофициальный альбом «Из дневников урода», на котором кроме грува, появились и элементы ню-метала. Параллельно группа вела активную концертную деятельность.
В июне 2011 года музыканты подписали контракт с лейблом «Metal Scrap Records», и уже в сентябре, при поддержке «Plastic Head Distribution» (Англия), вышел дебютный студийный альбом под названием Evil Sun. Кроме новых песен, в Evil Sun вошли ранее официально не выпускавшиеся материалы из альбома «Из дневников урода».
В середине 2012 года Cydia выпустила сингл под названием «Последний стон», в поддержку будущего альбома, а затем сняла на него видеоклип.
Второй альбом, под названием Victims of System, был издан в конце 2015 года. Работу над концептуальным материалом для него группа вела не менее трёх лет при этом регулярно выступая в разных городах России. Помимо основных участников коллектива, в записи приняла участие Анна Дворцова/Панчугова (виолончель), а композиция под названием «Славный Смелый», является совместной работой с Антоном Золиным (вокал). Релиз альбома состоялся на Украине 10 декабря 2015 года, в России — 12 декабря 2015, в Японии — 30 декабря 2015 года, в Северной и Южной Америке — в начале 2016. В августе 2016 года группа представила официальный клип на композицию «Имитация жизни» с новой пластинки .

## Стиль и название
- Музыка группы Cydia, включает в себя разные стили — Дэт, Трэш, Модерн; но зачастую рецензенты определяют жанр коллектива как Мелодик-Грув-Метал. Главной особенностью Cydia является простота изложенного музыкального материала.[источник не указан 1570 дней]
- Название же группы не имеет никакого отношения к приложению iOS, как многие могут предположить, а всего лишь олицетворяет «бабочку-мотылька» вредителя. Cydia - это сочетание красоты и разрушения. Название, как и музыка группы, объединяет мелодию и агрессию.[источник не указан 1570 дней]

## Дискография
| - 2007 — «Из дневников урода» - 2011 — «Evil Sun/Злое Солнце» CD, «Metal Scrap Records» - 2012 — «Последний Стон» [Digital Single] - 2015 — «Victims of System/Жертвы Системы» CD, «Metal Scrap Records» - Испанский сборник «Recopilatorio» [NecroMance]- Mayo 2016 - Российский сборник «Volga Metal Compilation» [Vol.1]- December 2016 - Украинский сборник «Special Edition Deluxe 2CD Digipack» [Сompilation #7]- September 2013 | - CYDIA — «Imitation Of Life/Имитация Жизни» [Official Video] - CYDIA — «GET ME OUT/Вытащи Меня» [English Lyric Video] - CYDIA — «Dance of Death/Танец Смерти» [Official Video] - CYDIA — «Last Groan/Последний Стон» [Official Video] - CYDIA — «Ночь, Без Сна» [Live Video] - CYDIA — «Live in „Tenebris“, Samara, Russia» [February 2,2013] - CYDIA — «Evil Sun» [Live Video] |

### Текущий состав

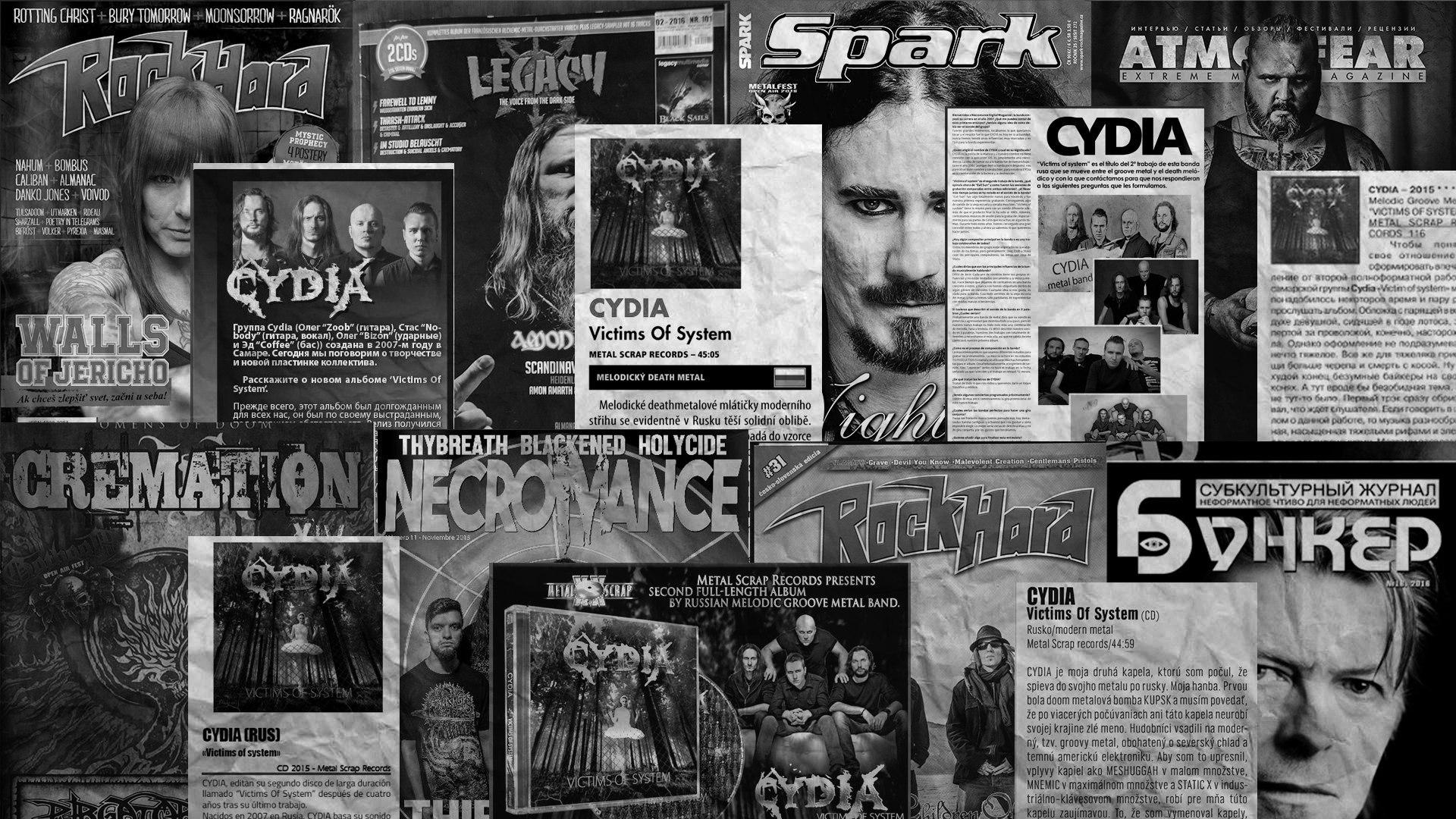
Cydia Reviews